# Arcus-Air Logistic
Arcus-Air Logistic é uma companhia aérea é uma companhia aérea baseada em Troisdorf, na Alemanha, operando carga fretada.